# 安格莉卡·诺亚克
安格莉卡·诺亚克（德語：Angelika Noack，1952年10月20日—），德国女子赛艇运动员。她曾代表东德参加1976年和1980年夏季奥林匹克运动会赛艇比赛，获得一枚金牌和一枚银牌。